# 続々々々々・テレビまんが主題歌のあゆみ
『続々々々々・テレビまんが主題歌のあゆみ』（ぞくぞくぞくぞくぞく・テレビまんがしゅだいかのあゆみ）は、日本コロムビアから1998年1月21日にリリースされたアニメソングのコンピレーション・アルバムである。『テレビまんが主題歌のあゆみシリーズ』第6弾にあたる。なお、2006年4月19日には、デジタル・リマスタリングされて低価格で再発売された。

## 解説
- 本作は1989年から1992年までに放送開始されたアニメの主題歌をCD2枚組みで全35作品42曲収録。
- DISC1は1989年3月から1990年1月までに放送開始されたアニメの主題歌及び収録対象期間内に、主題歌が変更されたアニメの主題歌を含めて全21曲。DISC2は1990年4月から1992年6月までに放送開始されたアニメの主題歌が全21曲収録されている。
- 1989年放送の事実上アニメ作品『まんがはじめて面白塾』主題歌「知らないおばけはでてこない」及び1991年放送の『21エモン』主題歌『おーい!車屋さん』は未収録[1]。

## 収録曲

### DISC 1
1. みんなでたんじょうび
  - 作詞：伊藤アキラ、作曲：小林亜星、編曲：高田弘、歌：中村花子、ヤング・フレッシュ
  - MBS系「まんが日本昔ばなし」7代目エンディングテーマ[2]
2. キッチンから愛をこめて
  - 作詞:森雪之丞、作曲:小坂明子、編曲:松下一也、歌:小坂明子
  - ABC系「ハーイあっこです」2代目オープニングテーマ[3] [4]
3. ぱっと　ちょっと　ちゅっちゅ
  - 作詞:伊藤アキラ、作曲:小杉保夫、編曲:牧野三朗、歌:鳥飼真己子、コーラス:SHINES
  - ABC系「ハーイあっこです」3代目エンディングテーマ
4. トランスフォーマーV（ビクトリー）
  - 作詞:藤公之介、作曲:渡辺宙明、編曲:石田勝範、歌:茅弘二、コーラス:森の木児童合唱団
  - 日本テレビ系「トランスフォーマーV」オープニングテーマ
5. 光の戦士たち
  - 作詞:荒木とよひさ、作曲:タケカワユキヒデ、編曲:山本健司、歌:鈴木けんじ
  - 日本テレビ系「魔動王グランゾート」オープニングテーマ
6. 悪魔くん
  - 作詞:森雪之丞、作、編曲:つのごうじ、歌:こおろぎ'73&WILD CATS
  - テレビ朝日系「悪魔くん」オープニングテーマ
7. セント・ジュエルを探せ!
  - 作詞:森由里子、作曲:タケカワユキヒデ、編曲:山本健司、歌:ワッPズ（藤田淑子、塩沢兼人、千葉繁、久川綾）
  - ABC系「新ビックリマン」オープニングテーマ
8. CHA-LA HEAD-CHA-LA
  - 作詞:森雪之丞、作曲:清岡千穂、編曲:山本健司、歌：影山ヒロノブ
  - フジテレビ系「ドラゴンボールZ」初代オープニングテーマ
9. みなしごハッチ
  - 作詞:丘灯至夫、作曲:越部信義、編曲:信田かずお、歌:石川ひとみ
  - 日本テレビ系「昆虫物語みなしごハッチ」オープニングテーマ
10. S・O・S
  - 作詞:松本一起、作曲:清岡千穂、編曲:田中公平、歌:橋本潮、コーラス:SHINES
  - テレビ朝日系「エスパー魔美」2代目オープニングテーマ[3]
11. 夢みる時間
  - 作詞:吉元由美、作曲:林哲司、編曲:山本健司、歌:森恵
  - フジテレビ系「キテレツ大百科」3代目オープニングテーマ[3] [5]
12. はじめてのチュウ
  - 作詞、作、編曲:実川俊晴、歌:あんしんパパ
  - フジテレビ系「キテレツ大百科」4代目オープニングテーマ
13. すいみん不足
  - 作詞、作、編曲:CHICKS、歌:CHICKS
  - フジテレビ系「キテレツ大百科」5代目オープニングテーマ
14. お料理行進曲
  - 作詞:森雪之丞、作、編曲:平間あきひこ、歌:YUKA
  - フジテレビ系「キテレツ大百科」6代目オープニングテーマ
15. サバンナを越えて
  - 作詞:竜真知子、作曲:川崎真弘、編曲:朝川朋之、歌:水木一郎
  - テレビ東京系「ジャングル大帝」オープニングテーマ
16. 魔法使いサリー
  - 作詞:山本清、作曲:小林亜星、編曲:山本健司、歌:朝川ひろこ
  - テレビ朝日系「魔法使いサリー」オープニングテーマ
17. BE TOP
  - 作詞:平出よしかつ、作曲:池毅、編曲:吉田明彦、歌:北原拓
  - テレビ東京系「ダッシュ!四駆郎」オープニングテーマ
18. GET UP/愛を信じて
  - 作詞:松本一起、作曲:有澤孝紀、編曲:高田弘、歌:五十嵐寿也
  - テレビ東京系「ジャングルブック・少年モーグリ」オープニングテーマ
19. 夜の銀ギツネとタヌキ
  - 作詞:森雪之丞、作曲:池毅、編曲:藤原いくろう、歌:うしおと一郎
  - フジテレビ系「かりあげクン」オープニングテーマ
20. お願い・チンプイ
  - 作詞:岩室先子、作曲:池毅、編曲:山本健司、歌:内田順子
  - テレビ朝日系「チンプイ」オープニングテーマ
21. グローイング・アップ
  - 作詞:来生えつこ、作曲:来生たかお、編曲:信田かずお、歌:堀江美都子
  - フジテレビ系「私のあしながおじさん」オープニングテーマ

### DISC 2
1. がってん承知ノ介
  - 作詞:山口のばら、作、編曲:つのごうじ、歌:島田紳助&バスガス爆発楽団
  - テレビ朝日系「もーれつア太郎」オープニングテーマ
2. 虹の切符
  - 作詞、作曲:みなみらんぼう、編曲:石原眞治、歌:山野さと子
  - テレビ朝日系「ガタピシ」オープニングテーマ
3. オレ　タルるート
  - 作詞:江川達也、佐藤大、作曲:タケカワユキヒデ、編曲:山本健司、歌:TARAKO
  - ABC系「まじかる☆タルるートくん」オープニングテーマ
4. タルル・カタブラルル
  - 作詞、作曲:TARAKO、編曲:山本健司、歌:TARAKO
  - ABC系「まじかる☆タルるートくん」後期エンディングテーマ[6]
5. ?（ハテナ）のブーメラン
  - 作詞:青木久美子、作曲:小杉保夫、編曲:信田かずお、歌:徳垣とも子
  - テレビ東京系「三つ目がとおる」オープニングテーマ
6. ドリーム・チェイサー
  - 作詞:佐藤ありす、作曲:大塚修司、編曲:長谷川智樹、歌:山野さと子
  - テレビ東京系「ピグマリオ」オープニングテーマ
7. わぴこ元気予報!
  - 作詞:岸田るみ子、作曲:小坂明子、編曲:三国義貴、歌:内田順子
  - テレビ朝日系「きんぎょ注意報!」オープニングテーマ
8. ぎょっぴーダンス
  - 作詞、作曲:小坂明子、編曲:有澤孝紀、歌:内田順子
  - テレビ朝日系「きんぎょ注意報!」後期エンディングテーマ[6]
9. ドレミの歌（DO-RE-MI）
  - 作詞:Oscar Hammerstein、訳詞:ペギー葉山、作曲:Richard Rodgers、編曲:風戸慎介、歌:伊東恵里、コーラス:森の木児童合唱団
  - フジテレビ系「トラップ一家物語」オープニングテーマ
10. ちっちゃな「おばけ」のうた
  - 作詞:角野栄子、作曲:池毅、編曲:岩田雅之、歌:平野レミ
  - 日本テレビ系「ちいさなおばけアッチコッチソッチ」オープニングテーマ
11. やったぞジャンケンマン
  - 作詞:橘タケオ、作曲:越部信義、編曲:有澤孝紀、歌:折笠愛、Cotton
  - テレビ東京系「ジャンケンマン」オープニングテーマ
12. ゲッターロボ號
  - 作詞:康珍化、作、編曲:渡辺宙明、歌:水木一郎、コーラス、森の木児童合唱団
  - テレビせとうち系「ゲッターロボ號」後期オープニングテーマ[7]
13. ズダダン!キン肉マン
  - 作詞:森雪之丞、作曲:岸正之、編曲:山本健司、歌:鈴木けんじ
  - 日本テレビ系「キン肉マン～キン肉王位争奪戦」オープニングテーマ
14. 勇者よ　いそげ!!
  - 作詞:及川恒平、作、編曲:すぎやまこういち、歌:団時朗
  - TBS系「DRAGON QUEST -ダイの大冒険-」オープニングテーマ
15. 炎のゴー・ファイト
  - 作詞:秋谷銀四郎、作曲:馬場孝幸、編曲:赤坂東児、歌、徳垣とも子
  - テレビ東京系「炎の闘球児 ドッジ弾平」オープニングテーマ
16. コスモスアドベンチャー
  - 作詞:佐藤ありす、作曲:小坂明子、編曲:信田かずお、歌:山野さと子、コーラス:キッズのなかまたち
  - NHK BS2「ウルトラマンキッズ 母をたずねて3000万光年」オープニングテーマ
17. APOLLO（アポロ）
  - 作詞、作曲:谷村新司、編曲:佐孝康夫、歌:沢靖英
  - フジテレビ系「大草原の小さな天使 ブッシュベイビー」前期オープニングテーマ
18. 微笑みでプロローグ
  - 作詞:及川眠子、作曲:岸正之、編曲:信田かずお、歌:山野さと子
  - フジテレビ系「大草原の小さな天使 ブッシュベイビー」後期オープニングテーマ
19. ムーンライト伝説
  - 作詞:小田佳奈子、作曲:小諸鉄矢、編曲:池田大介、歌:DALI
  - テレビ朝日系「美少女戦士セーラームーン」オープニングテーマ
20. スーパーフェニックス～光の世界へ～
  - 作詞:松井亜弥、作曲:清岡千穂、編曲:藤原いくろう、歌:草尾毅
  - ABC系「スーパービックリマン」オープニングテーマ
21. おどろおどろの妖精ダンス
  - 作詞:生田満、作、編曲:手塚理、歌:中尾隆聖
  - NHK BS2「妖精ディック」オープニングテーマ